# پریدگی چشم
پریدن چشم
پریدن چشم (میوکیمیا) 
تعریف پریدن چشم یا میوکیمیا (به انگلیسی: Myokymia) به 
انقباضات غیرارادی و موقتی عضلات پلک گفته می‌شود که معمولاً در پلک بالا یا پایین یک چشم رخ می‌دهد. این حالت معمولاً بی‌ضرر است و خودبه‌خود برطرف می‌شود، اما در برخی موارد می‌تواند نشانه‌ای از مشکلات جدی‌تر باشد.
علل پریدن چشم پریدن چشم می‌تواند به دلایل مختلفی ایجاد شود، از جمله:
استرس و اضطراب: یکی از دلایل شایع پریدن چشم، استرس و فشارهای روانی است.
کمبود خواب: استراحت ناکافی می‌تواند باعث تحریک عضلات چشم شود.
مصرف زیاد کافئین یا الکل: نوشیدنی‌های حاوی کافئین یا الکل می‌توانند فعالیت عصبی را تحریک کنند.
خشکی چشم: استفاده طولانی از صفحه‌نمایش یا لنزهای تماسی ممکن است موجب خشکی و تحریک چشم شود.
کمبود مواد مغذی: کمبود منیزیم، ویتامین B، و پتاسیم می‌تواند بر عملکرد عصبی و عضلانی تأثیر بگذارد.
خستگی چشمی: استفاده بیش از حد از کامپیوتر، موبایل، یا مطالعه طولانی‌مدت می‌تواند چشم را خسته کند.
آلرژی‌ها: حساسیت‌های فصلی می‌توانند باعث سوزش و تحریک چشم شوند که ممکن است به پریدن چشم منجر شود.

درمان و پیشگیری در بیشتر موارد، پریدن چشم نیازی به درمان خاصی ندارد و خودبه‌خود برطرف می‌شود. با این حال، رعایت نکات زیر می‌تواند به کاهش یا پیشگیری از آن کمک کند:
مدیریت استرس از طریق تکنیک‌های آرامش‌بخش مانند مدیتیشن و ورزش.
خواب کافی و تنظیم برنامه استراحت.
کاهش مصرف کافئین و الکل.
استفاده از قطره‌های چشمی مرطوب‌کننده برای جلوگیری از خشکی چشم.
رژیم غذایی متعادل شامل مواد مغذی مورد نیاز بدن.
استراحت منظم برای چشم‌ها هنگام کار با کامپیوتر یا مطالعه.

چه زمانی باید به پزشک مراجعه کرد؟ اگر پریدن چشم بیش از چند هفته ادامه داشته باشد، همراه با سایر علائم عصبی مانند ضعف عضلانی، افتادگی پلک یا مشکلات بینایی باشد، بهتر است به پزشک مراجعه شود. در موارد نادر، پریدن مداوم چشم می‌تواند نشانه‌ای از بیماری‌های عصبی مانند بلفارواسپاسم یا دیستونی باشد.
نتیجه‌گیری پریدن چشم معمولاً یک مشکل گذرا و بی‌خطر است که با تغییر سبک زندگی و مدیریت استرس قابل کنترل است. با این حال، در صورت ادامه‌دار شدن یا شدت یافتن علائم، مشورت با پزشک ضروری خواهد بود.
amir1455